# 사워 (칵테일)

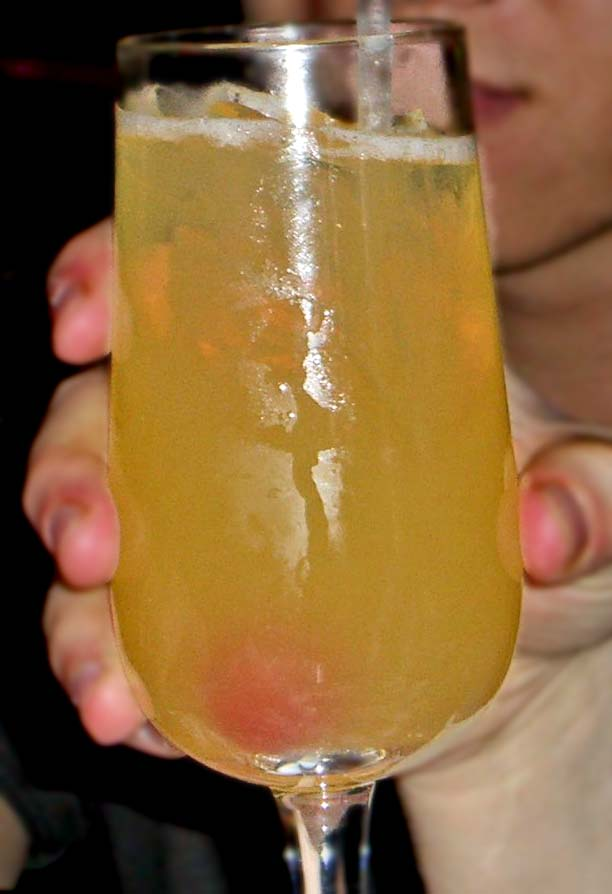
위스키 사워

사워(영어: Sour)는 증류주에 감귤류 등의 산미가 있는 주스류와 설탕 등 단맛의 성분을 혼합한 칵테일의 일종이다.

## 종류

### 그 외
- 미도리 사워
- 브랜디 사워